# ساتورن سي 3
كان صاروخ ساتورن سي 3 الصاروخ الثالث في سلسلة صواريخ ساتورن سي التي دُرست بين عامي 1959 و1962. شمل التصميم مركبة إطلاق ثلاثية المراحل يمكنها حمل 45000 كيلوغرام (99000 باوند) إلى مدار أرضي منخفض وإرسال 18000 كيلوغرام (40000 باوند) إلى القمر عن طريق الدخول في مدار انتقالي قمري.
دفع اقتراح الرئيس الأمريكي كينيدي في 25 مايو 1961 للهبوط بالبشر على سطح القمر ناسا إلى تعزيز متطلبات مركبة الإطلاق الخاصة بالهبوط القمري. قبل أسبوع من ذلك، ترأس ويليام فليمنج (من مكتب برامج رحلات الفضاء، في مقر ناسا) لجنة مخصصة لإجراء دراسة لمدة ستة أسابيع حول متطلبات الهبوط على سطح القمر. اتفقوا أن نهج الصعود المباشر هو الأكثر جدوى، وركزوا انتباههم وفقًا لذلك، واقترحوا إطلاق رحلات للدوران حول القمر في أواخر عام 1965 باستخدام مركبة الإطلاق ساتورن سي 3.
في أوائل يونيو 1961، قاد بروس لوندين، نائب مدير مركز لويس للأبحاث، دراسة لمدة أسبوع لستة احتمالات مختلفة للالتقاء بالقمر. تضمنت البدائل التقاء أرضي مداري (إي أوه آر)، والتقاء قمري مداري (إل أوه آر)، والتقاء أرضي قمري، والتقاء على سطح القمر، باستخدام تصميمات صواريخ ساتورن سي 1 وسي 3 ونوفا. استنتجت لجنة لوندين أن الالتقاء يتمتع بمزايا أفضل مقارنة بالصعود المباشر وأوصت بالالتقاء الأرضي المداري باستخدام صاروخي ساتورن سي 3 أو ثلاث صواريخ.
أعلنت ناسا في 7 سبتمبر 1961 أن مصنع مشود للمعدات الحربية الخاص بالحكومة بالقرب من نيو أورليانز، لويزيانا، سيكون موقع تصنيع وتجميع المرحلة الأولى من ساتورن سي 3 بالإضافة إلى المركبات الأكبر في برنامج ساتورن. نتيجة ارتفاع سقف مصنع مشود، لم يكن من الممكن بناء مركبة إطلاق بثمانية محركات من نوع إف 1 (فئة صواريخ نوفا، ساتورن سي 8)، أي أن أربع أو خمس محركات (للمرحلة الأولى) هو الحد الأقصى (ساتورن سي 5).
أنهى هذا القرار العمل على صواريخ فئة نوفا لاستخدامها للصعود المباشر إلى القمر أو كمركبة رفع ثقيل مرافقة لصاروخ ساتورن سي 3 لالتقاء الأرضي المداري.

## تصميم المهمة القمرية

### الاتقاء الأرضي المداري
طور مركز مارشال لرحلات الفضاء في هانتسفيل، ألاباما مقترحًا للالتقاء الأرضي المداري (إي إوه آر) لبرنامج أبولو بين عامي 1960 و1961. استخدم الاقتراح سلسلة من الصواريخ الصغيرة بنصف حجم ساتورن 5 لإطلاق مكونات مختلفة من مركبة فضائية مُخصصة للسفر إلى القمر، ليجري تجميعها في مدار حول الأرض، ثم إرسالها إلى القمر عن طريق الدخول في مدار انتقالي قمري. أُنشئ برنامج جمناي بهدف اختبار جدوى نهج إي أوه آر لبرنامج أبولو: «لتنفيذ الالتقاء والالتحام بمركبة أخرى (مركبة أجينا المستهدفة)، والمناورة بالمركبة الفضائية المُجمعة باستخدام نظام دفع المركبة المستهدفة».
كان صاروخ ساترون سي 3 مركبة الإطلاق الأساسية للالتقاء الأرضي المداري. تكون المعزز من مرحلة أولى تحتوي على محركي إف 1 من صاروخ ساتورن 5، ومرحلة ثانية تحتوي على أربعة محركات جي 2 قوية، ومرحلة إس 4 من محرك صاروخ ساتورن 1 المعزز. جرى تطوير وإطلاق مرحلة إس 4 فقط، ولكن استُخدمت جميع المحركات المُحددة على صاروخ ساتورن 5 الذي نقل رواد الفضاء إلى القمر.

### الالتقاء القمري المداري
دُرس مفهوم الالتقاء القمري المداري (إل أوه آر) في مركز أبحاث لانغلي بدءًا من عام 1960. حددت مذكرة جون هوبولت إلى روبرت سيمانز، التي أشادت استعمال نهج إل أوه آر للبعثات القمرية في نوفمبر 1961، استخدام مركبة ساترون سي 3، وتجنب الصواريخ المعززة الكبيرة والمعقدة ومركبات الهبوط على سطح القمر.
بعد ستة أشهر من المناقشة الإضافية في ناسا، اختير اقتراح الالتقاء القمري المداري الخاص بمركز لانغلي للأبحاث رسميًا في صيف عام 1962 لمهمة برنامج أبولو في 7 نوفمبر 1962. بحلول نهاية عام 1962، اعتُبر تصميم ساتورن سي 3 غير ضروريًا لمتطلبات برنامج أبولو بعد اقتراح استعمال معززات أكبر (ساتورن سي 4 وساترون سي 5)، وبالتالي أُلغي العمل على ساتورن سي 3.